# Breznisjka reka
Breznisjka reka (bulgariska: Брезнишка река) är ett vattendrag i Bulgarien.   Det ligger i regionen Blagoevgrad, i den sydvästra delen av landet, 130 km söder om huvudstaden Sofia.
Trakten runt Breznisjka reka består till största delen av jordbruksmark. Runt Breznisjka reka är det ganska glesbefolkat, med 35 invånare per kvadratkilometer.